# Noro

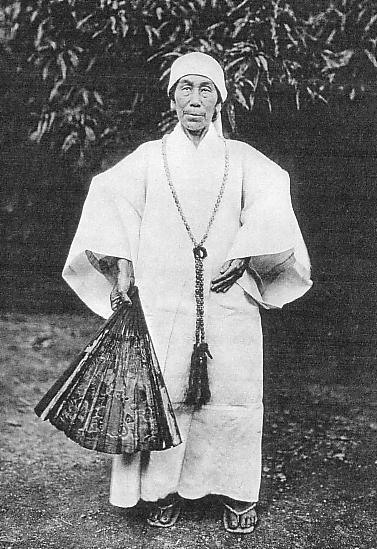

Noro (祝 女, às vezes 神女 ou 巫女) (Okinawano: nuuru) são sacerdotisas da religião ryukyuana dos Utaki. Existem desde pelo menos o início do Período Gusuku (final do século XII) e continuam a realizar rituais até hoje. São diferentes de yuta (médiuns, em japonês), e são classificadas como kaminchu ("pessoas divinas").

## História
De acordo com o Chūzan Seikan e Chūzan Seifu, as primeiras sacerdotisas foram as filhas de Tentei-shi, que era descendente da deusa da criação, Amamikyu. A primeira filha tornou-se a primeira sacerdotisa real, kikoe-ōgimi (聞得大君), e a segunda filha tornou-se a primeira sacerdotisa da aldeia, a noro. O deus do fogo deu um pedaço de fogo de Ryūgū-jō a cada noro para criar uma lareira na aldeia, da qual cada família na aldeia pegaria o fogo para manter as próprias lareiras familiares. A kikoe-ōgimi cuidava da lareira real. As noro foram encarregadas de conduzir rituais e cerimônias oficiais para suas respectivas aldeias. A kikoe-ōgimi foi encarregada de conduzir rituais e cerimônias em nome de todo o reino, e viajava com o rei para o Sefa-utaki para adorar o Amamikyu.
Ao tomar o trono em 1469, o rei Shō En fez de sua irmã a chefe noro de sua residência em Izena, e de sua filha a kikoe-ōgimi. Durante o reinado de Shō Shin (r. 1477–1526), o sistema das sacerdotisas foi centralizado sob a autoridade de kikoe-ōgimi e uma noro foi atribuída a cada uma das aldeias do reino. A kikoe-ōgimi também tinha uma nova residência construída perto do Castelo de Shuri para que ela pudesse manter o Sonohyan-utaki, um arvoredo sagrado.
Após a invasão de Satsuma de 1609, o pensamento confuciano entrou no governo ryukyuano e começou a corroer a autoridade das sacerdotisas. Satsuma fez uma exigência ao governo ryukyuano de que as mulheres fossem proibidas de possuir terras, mas o governo ignorou essa exigência em respeito às noro. Shō Shōken, atuando como primeiro-ministro de Ryukyu, convenceu o rei a parar ou reduzir uma série de rituais e cerimônias religiosas para economizar dinheiro e minimizar aspectos da cultura ryukyuana que poderiam parecer "atrasados" para Satsuma, como a peregrinação de kikoe-ōgimi e do rei a Sefa-utaki. No entanto, as sacerdotisas das aldeias locais ainda mantinham influência e poder até o final do século XIX.
Depois que o Japão anexou o Reino de Ryukyu em 1879, o governo Meiji começou a tentar absorver a religião ryukyuana no xintoísmo. As sacerdotisas e seus santuários foram cooptados pelo governo e registrados. As noro foram proibidas de serem reconhecidos como parte do sacerdócio xintoísta e, ao contrário de seus equivalentes xintoístas, não tinham garantia de proteção pelo Estado. Além disso, o governo aboliu seus salários. Embora o governo não fosse capaz de confiscar as terras das noro, em 1910 suas terras foram comutadas para estipêndios monetários que foram então limitados em uso para excluir despesas pessoais, deixando as noro sem renda do governo. O então governador da prefeitura de Okinawa, Hibi Shigeaki, afirmou que essa limitação do uso das terras das noro era "para a manutenção de terras noro... para sua eventual reclassificação em santuários [xintoístas]". Como a influência das noro diminuiu, a popularidade dos yuta aumentou.
O caos da Batalha de Okinawa reduziu e dispersou severamente a população de Okinawa, o que minimizou ainda mais a função da noro. Elas hoje existem apenas em aldeias rurais e em locais utaki.

## Kikoe-ōgimi
A kikoe-ōgimi servia como a sacerdotisa do Reino de Ryukyu e da família real. Ela conduzia cerimônias nacionais, supervisionava todas as outras sacerdotisas noro e mantinha a lareira real e o utaki mais sagrado. A cerimônia de inauguração, uarauri (御新下り), de uma nova kikoe-ōgimi era realizada em Sefa-utaki. A cerimônia representava o casamento sagrado entre Amamikyu e Shinerikyu. Religiosamente, o casamento sagrado deu o poder espiritual kikoe-ōgimi apoiado por kimitezuri (君手摩). Depois de ter sido inaugurada, a kikoe-ōgimi permanecia no cargo até sua morte. A posição foi abolida junto com o reino em 1879, porém a última kikoe-ōgimi continuou seu papel até sua morte em 1944.

## Deveres e responsabilidades
Como mencionado acima, as noro eram responsáveis por manter a lareira do vilarejo e ajudar a estabelecer novos lares. Uma de suas principais funções era conduzir rituais e cerimônias para seus respectivos vilarejos em utaki locais. Meninas de cada família em um vilarejo eram designadas para serem as auxiliares da noro, mas homens também podiam auxiliar em cerimônias públicas.. As noro também se comunicavam com ancestrais e divindades.

## Símbolos
As noro são conhecidas por suas vestes brancas e toucas, que simbolizam a pureza espiritual. Elas também usavam miçangas e um magatama. A lareira da noro inclui três pedras posicionadas em forma de cone; as pedras sempre eram obtidas da costa.